# 意大利议会
意大利议会（意大利语：Parlamento Italiano）是意大利的最高立法机构。
意大利议会为两院制，由參议院、眾议院组成。两院职能相同、权力均等。参议院议员200人；众议院议员400人，合共600人。除终身参议员外，参众两院议员均由普选产生，任期5年，但總理可要求提前大选。

## 改革
二次大戰之後，義大利於1948年廢除君主立憲體制，參眾兩院選舉長期以來採取政黨名單比例代表制。1993年義大利選舉制度的變革，是當時人民強烈要求政治改革，政治菁英不得不屈從民意而被迫進行制度調整的結果。在當時75%的席次由單一選區制產生，25%的席次才由比例代表制產生。2005年12月，義大利又修改法律，將選舉制度由混合制改回比例代表制。得票第一的政黨或聯盟將自動獲得全國議席中55%的席次，而餘下席次則由其他政黨按得票比例分配。而在參議院則將全國分為20個大區，在該大區獲得最多票數者，可以獲得該大區55%的席次。2017年10月，義大利又通過了名為Rosatellum 2.0的選舉法案，37%的席位將由單一選區制產生，剩下63%的席位則採用比例代表制選出。
根據2020年義大利憲法公投義大利議會的席次將進行縮減，根據義大利憲法修正案眾議院議員及共和國參議院議員席次分別由630席和315席裁撤至400席和200席。此外在2021年憲法修正案通過後，共和國參議院的最低投票年齡從25歲降至18歲，並將與眾議院的最低投票年齡相同，且這也是義大利議會首次擁有相同的選舉機構，因此2022年義大利大選成為首場適用新修正案的義大利大選。
2022年11月，意大利允許女议员可以在議會会议期间的会议厅喂奶至孩子1岁。